# Yövesi

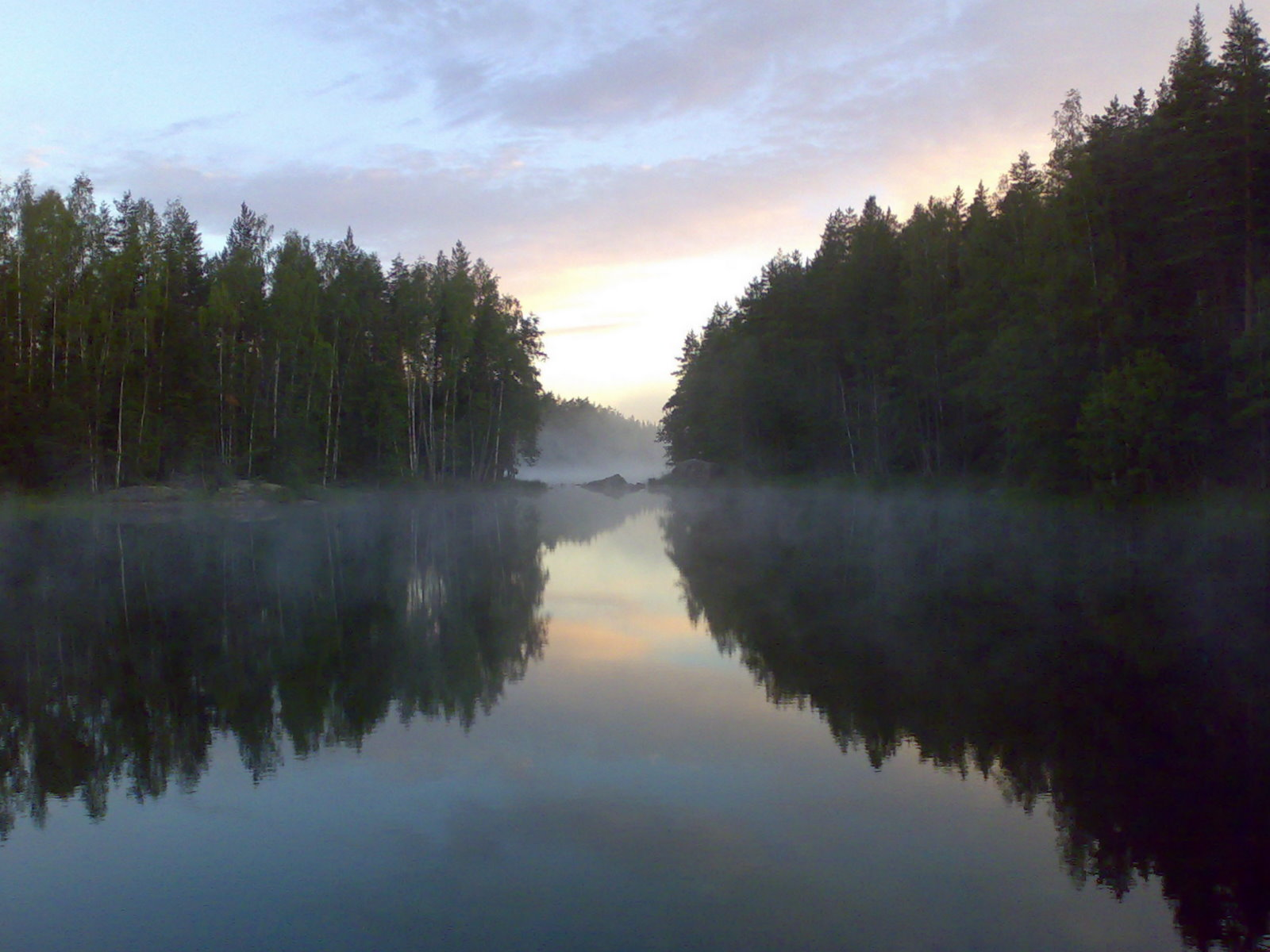
Brume matinale sur le lac.

Le lac Yövesi est un lac situé dans la région du Saimaa à Mikkeli en Finlande.

## Géographie
L'eau s'écoule du Louhivesi par le canal de Varkaantaipale. 
La zone s'étend, de Pökkäänlahti à Ristiina jusqu'à l'arrière de Liittokivi jusqu'au Suur-Saimaa.
Dans le lac Yövesi vivent, entre autres, l'omble chevalier. 
Des traces d'habitat de l'âge de pierre ont été trouvés sur les rives du Yövesi, dont les peintures rupestres d'Astuvansalmi (fi).